# Anauayan
Anauayan est une petite île située au nord-est de la province d’Iloílo, aux Philippines. Elle fait partie de la municipalité de Concepcion dans la région des Visayas occidentales.

## Localisation et géographie
L’île d’Anauayan se trouve au sud-est de l’île de Panay, dans la mer de Visayan. Faisant partie des îles Concepción, elle se trouve à 3,2 km au sud-est de l’île de Tagubanhan. Anauayan est séparée de Panay par un canal profond. Elle est longue de 1,33 km et son point culminant est à 54 mètres.